# Кырк-Ерский клад

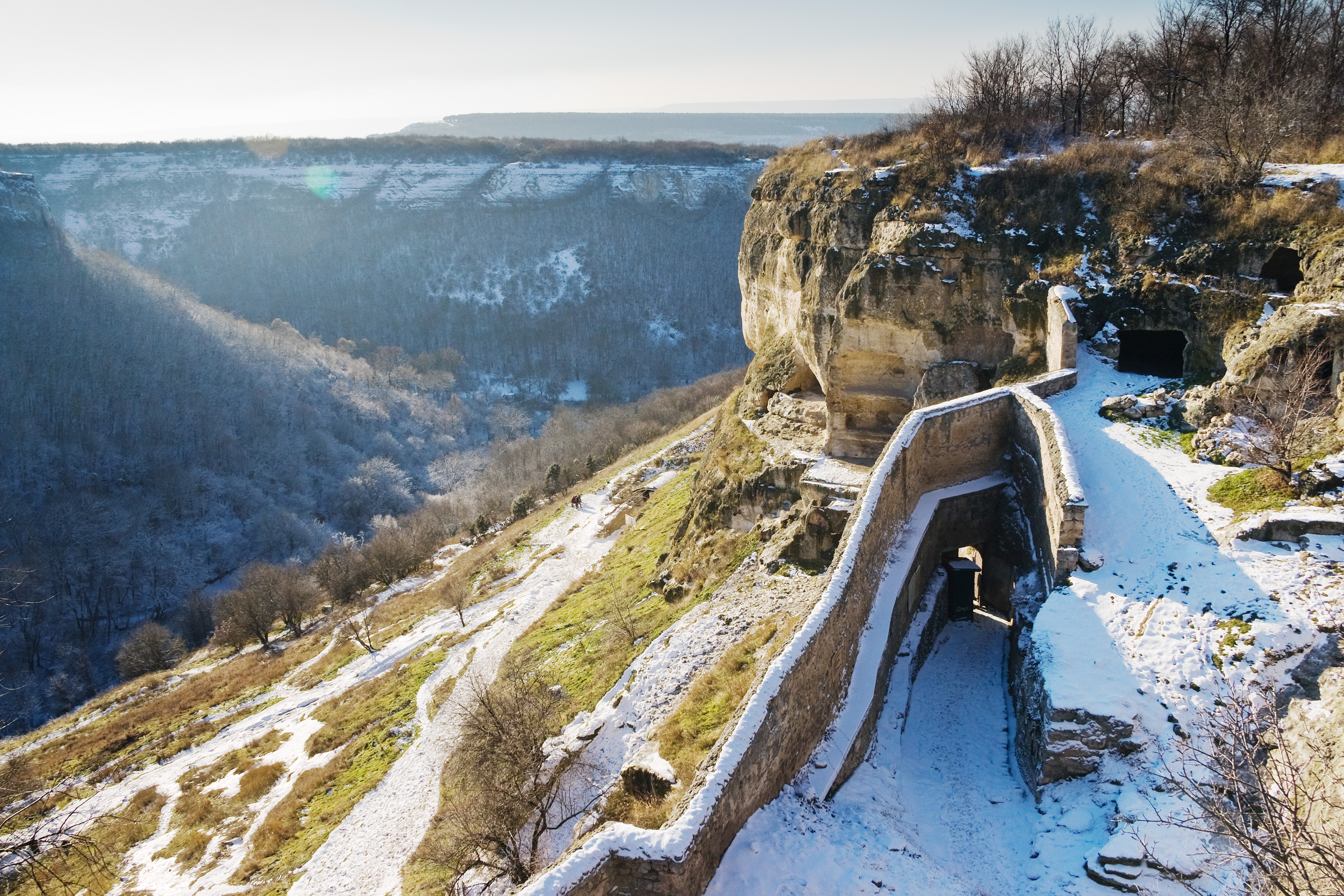
На склоне слева виден современный арочный свод на входе в осадный колодец Тик-Кую. Клад был найден в нескольких метрах выше по склону.

Кырк-Ерский клад — собрание из 4287 золотых, серебряных и медных монет XIV—XV веков, обнаруженное в 2002 году экспедицией Крымского филиала Института археологии НАН Украины (с 2015 года — Институт археологии Крыма РАН) и Центра спелеотуризма «Оникс-Тур» под руководством археолога В. В. Майко в пещерном городе Чуфут-Кале (Кырк-Ер) в Крыму в ходе раскопок гидротехнического сооружения — осадного колодца Тик-Кую. Клад был обнаружен на глубине 45 см в горизонте насыпного грунта, перекрывавшего вырубленную в материковой скале галерею, причём рядом находилась стратиграфическая бровка, что позволило совершенно точно восстановить условия залегания, в отличие от случайно обнаруженных кладов. Общая масса клада составила более 5 кг, что сделало его крупнейшим обнаруженным на тот момент на территории Украины. Название «Кырк-Ерский» было присвоено кладу по инициативе Ю. А. Полканова и Ю. И. Шутова.

## Предыстория открытия
В 1998 году сотрудниками центра спелеотуризма «Оникс-Тур» при проведении археологических исследований на городище Чуфут-Кале (Кырк-Ор, Кырк-Ер) было обнаружено гидротехническое сооружение, расположенное около Южных ворот — осадный колодец. В феврале 2002 года была достигнута договорённость между Крымским филиалом Института археологии НАН Украины (c 2015 года — Институт археологии Крыма РАН) и центром спелеотуризма о проведении раскопок силами сотрудников центра под общим руководством археолога филиала В. В. Майко. Ранее он уже проводил археологические раскопки на территории городища Чуфут-Кале (в 2001 году, исследование городской усадьбы, смежной с Дюрбе Джанике-ханым) и наблюдал за раскопками гидротехнического сооружения, проводимыми с 1998 года сотрудниками «Оникс-Тур». Таким образом, находка Кырк-Ерского клада произошла в ходе плановой экспедиции (в отличие от случайно обнаруженного Ай-Васильского клада 1901 года, частично расхищенного Таракташского клада 1908 года, повреждённого строительной техникой Симферопольского клада 1967 года), он был методически правильно зафиксирован, описан и передан на ответственное хранение.

## Местонахождение, условия залегания и сопутствующие находки

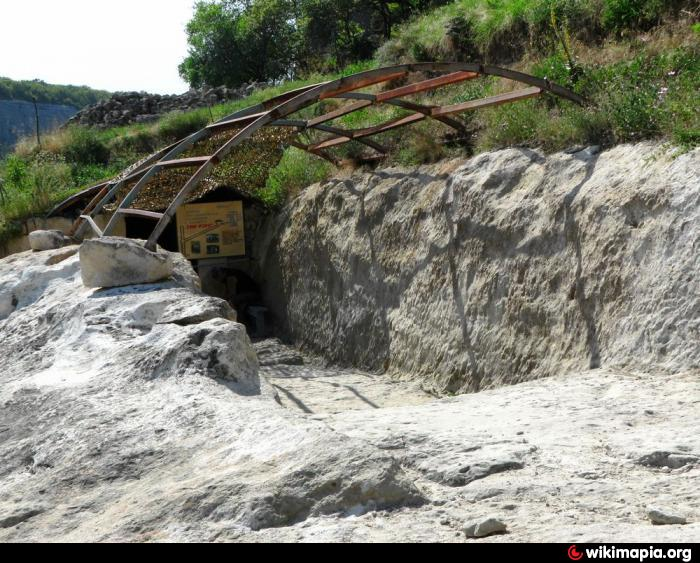
Вход в колодец Тик-Кую (начало осмотра), срез грунта (стратиграфическая бровка) выше по склону — место обнаружения клада.

Клад был обнаружен 20 марта 2002 года на глубине 45 см от поверхности в насыпном грунте, перекрывавшем вырубленную в материковой известняковой скале галерею. Горизонт, в котором был обнаружен клад, расположен сразу под растительным слоем толщиной 0,15—0,20 м и состоит из серого рыхлого суглинка. Его толщина составляет около 0,35—0,40 м. Тут были обнаружены три погребения без инвентаря, ориентированные по оси запад-восток. Череп погребённого в третьей могиле, единственного похороненного в гробу среди всех найденных на этом участке, находился всего в 90 см к северо-востоку от горшка с кладом. В указанном горизонте археологический материал практически отсутствовал. Подстилала горизонт с кладом небольшая прослойка (10 см) серо-коричневой глины, под ней — слой светло-серо-коричневой глины мощностью 35 см, в котором встречались единичные фрагменты керамики, с датировкой не ранее первой половины XV века. Ниже располагался горизонт серой глины с примесями извести (0,30—0,35 м), ещё ниже — тонкая прослойка извести. Далее, до скальной поверхности, шёл мощный горизонт серого суглинка с примесями углей и костей животных, где был обнаружен основной археологический материал второй половины XIV века.

## Состав клада
Археологические и нумизматические исследования клада длились несколько лет, их результаты обнародованы в ряде статей и в итоговой монографии д. и. н. Майко В. В. (Институт археологии Крыма РАН) «Кырк-Ерский клад городища Чуфут-Кале в Юго-Западном Крыму» 2007 года, в которую также включён каталог монет с фототаблицами.
В керамическом изделии было найдено 4256 серебряных, 1 медная и 30 золотых монет XIV—XV веков, а также серебряная накладка плохой сохранности. Золотые монеты, сложенные в стопку, были завёрнуты в кусок материи и располагались в центре сосуда среди серебряных монет.

### Монеты
Итальянских монет в кладе, включая и дукаты — 2127, джучидских дирхемов — 2123, монет чеканки Хаджи-Герая — 32, других монет, не связанных с золотоордынской и гиреевской чеканкой — 5. Всего — 4287 монет.

#### Золотые
- 29 венецианских дукатов (цехинов).
- 1 динар египетских султанов, первая треть XV века[5].

#### Серебряные
- Джучидские дирхемы.
- Монеты генуэзско-крымской чеканки из Кафы, Кырыма и Кырк-Ора, отчеканены в XIV—XV веках.
- Молдавский грош плохой сохранности, предположительно, чеканки Александра Доброго (период с 1415 по 1430 год).
- 2 византийские монеты. Одна чеканки Иоанна V Палеолога (1341—1391), вторая — первой половины XV века.
- Деньга рязанского князя Ивана Фёдоровича (1427—1456)[8].

#### Медные

Крым в середине XV века.

- Единственная медная монета клада очень плохой сохранности отчеканена, предположительно, в первой четверти XV века на территории Нижнего Поволжья[9].

### Предметы
- Серебряная накладка плохой сохранности.
- Неспецифическая часть клада — это керамический сосуд, в котором лежали монеты. Красноглиняный кухонный сосуд датируется второй половиной XV века. Горшок сохранился на 2/3 высоты, а его верхняя часть была разрушена в древности[5].

М. М. Чореф, в целом разделяя атрибуцию и выводы Майко, указал на наличие среди дукатов образца с заниженной пробой и весом, который он считает средневековой подделкой, а также атрибутировал медную монету как местный акче, случайно упавший в клад при закладке.

## Датировка и характеристика клада
В. В. Майко относит сокрытие клада к 1460-м — 1470-м годам. Оно могло быть связано с борьбой за власть и междоусобицей в Крымском ханстве. В 1466 году умирает первый крымский хан Хаджи-Герай. Власть переходит к его старшему сыну Нур-Девлету, а уже спустя два года его смещает младший брат Менгли-Герай. Затем против Менгли выступили представители могущественного рода Ширинов во главе с карачи-беком Эминеком, и Менгли-Герай ищет убежища в генуэзской колонии Кафа. В это время происходит турецкое завоевание Крыма (1475 год), бывший хан Менгли становится пленником турок и его увозят в Стамбул. Эминек, однако, не сумел укрепить своё положение, смуты продолжались. В 1478 году турки отпускают Менгли-Герая, он становится ханом, а Крымское ханство — вассалом Османской империи. Такая политическая нестабильность, присутствие в Крыму османского войска, разорение Кафы и гибель княжества Феодоро неизбежно вызывали у состоятельных лиц желание защитить свои богатства.
Клад сохранял звание крупнейшего из обнаруженных на Украине вплоть до обнаружения в 2007 году на горе Тепе-Оба Феодосийского клада монет Крымского ханства из 10 168 серебряных монет массой почти 6 кг.

## Экспозиция
В настоящее время Кырк-Ерский клад находится в Золотой кладовой Центрального музея Тавриды в Симферополе (улица Гоголя, 14) и доступен для ограниченного публичного осмотра.